# Repräsentantenhaus von Delaware

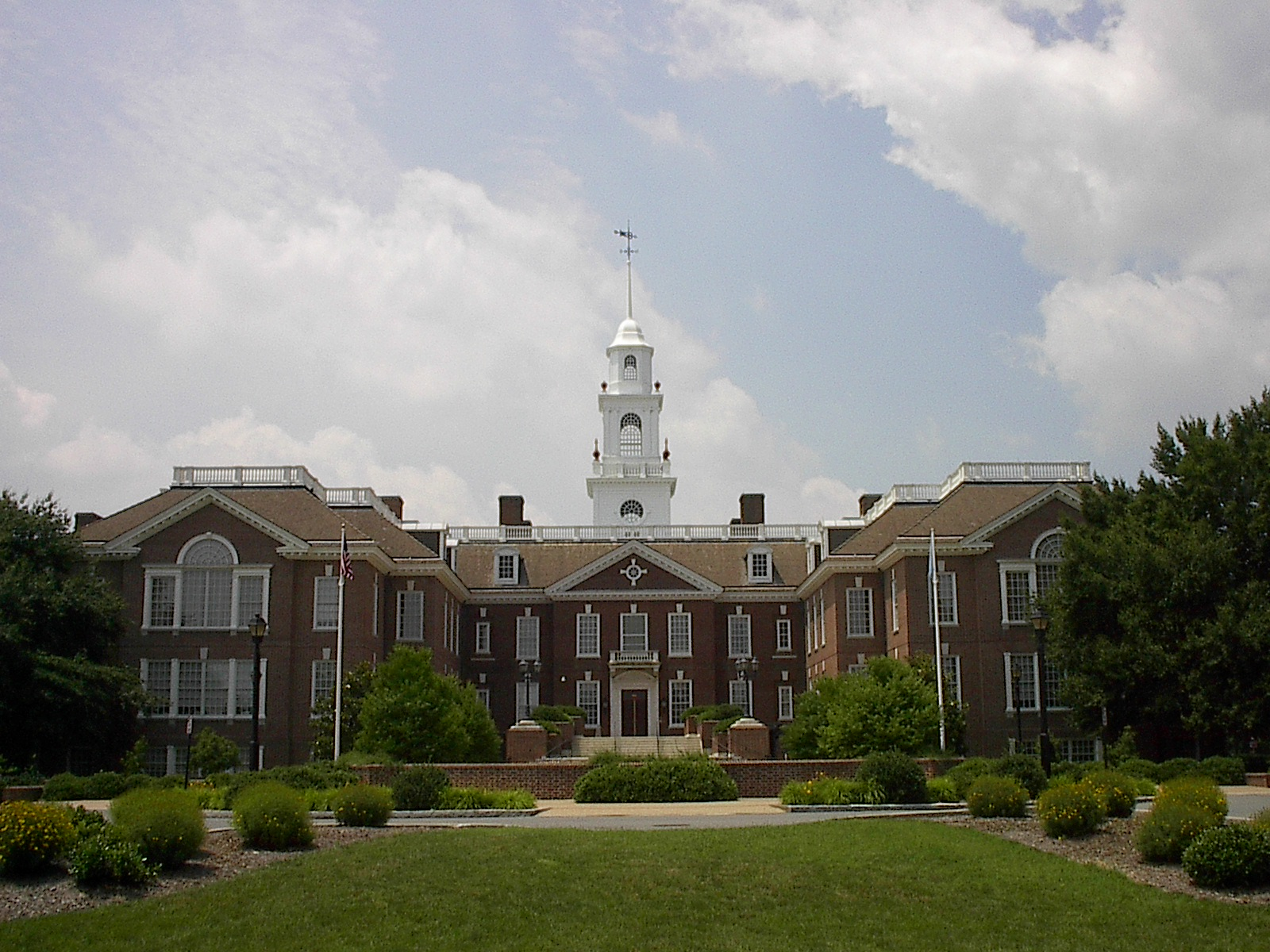
Das Delaware State Capitol

Das Repräsentantenhaus von Delaware (Delaware House of Representatives) ist das Unterhaus der Delaware General Assembly, der Legislative des US-Bundesstaates Delaware.
Die Parlamentskammer setzt sich aus 41 Abgeordneten zusammen, die jeweils einen Wahldistrikt repräsentieren. Die Abgeordneten werden jeweils für zweijährige Amtszeiten gewählt; eine Beschränkung der Amtszeiten existiert nicht.
Der Sitzungssaal des Repräsentantenhauses befindet sich gemeinsam mit dem Staatssenat im Delaware State Capitol in der Hauptstadt Dover.

## Geschichte
Die Parlamentskammer war von 1776 bis 1792 als House of Assembly bekannt. Es war ein allgemeiner Name für die Unterhäuser der Koloniallegislativen und späteren Staaten, die sich unter den Konföderationsartikeln zusammenfanden. Infolge der Staatsverfassung von 1792 wurde der Name geändert, was in Annäherung an das neue Repräsentantenhaus der Vereinigten Staaten geschah. Delaware war 1787 der erste Staat, der die US-Verfassung ratifizierte. Mit seiner Umbenennung startete ein Verlauf, der mit der Teilung der US-Staatslegislativen in Ober- und Unterhäuser endete, sowie der Annahme des gleichen Namens.

## Struktur der Kammer
Vorsitzender des Repräsentantenhauses ist der Speaker of the House. Er wird zunächst von der Mehrheitsfraktion der Kammer gewählt, ehe die Bestätigung durch das gesamte Parlament folgt. Der Speaker ist auch für den Ablauf der Gesetzgebung verantwortlich und überwacht die Abstellungen in die verschiedenen Ausschüsse. Derzeitiger Speaker ist der Demokrat Robert F. Gilligan.
Weitere wichtige Amtsinhaber sind der Mehrheitsführer (Majority leader) und der Oppositionsführer (Minority leader), die von den jeweiligen Fraktionen gewählt werden. Der Mehrheitsführer entscheidet, welche Gesetzesvorlagen zu Erörterung auf die Tagesordnung des Speakers kommen. Ferner leitet er die Debatten und die Kammerabstimmungen. Majority leader der Demokraten ist Peter Schwartzkopf, Minority leader der Republikaner Gregory Lavelle.

## Zulassungsbedingungen zur Kammer
Jedes Mitglied des Repräsentantenhauses muss Staatsbürger der Vereinigten Staaten sein und mindestens schon drei Jahren in Delaware gelebt haben. Ferner muss man vor seiner Wahl mindestens ein Jahr in dem Wahlbezirk wohnhaft gewesen sein und bei seiner Wahl mindestens 24 Jahre alt sein.

## Zusammensetzung nach der Wahl im Jahr 2016
- Demokraten: 25
- Republikaner: 16

| Partei   | Partei                 | Abgeordnete |
| -------- | ---------------------- | ----------- |
|          | Demokratische Partei   | 25          |
|          | Republikanische Partei | 16          |
| Summe    | Summe                  | 41          |
| Mehrheit | Mehrheit               | 9           |